# Marthe Donas
Marthe Donas (26 de octubre de 1885 - 31 de enero de 1967) fue una pintora abstracta y cubista belga y es reconocida como una de las principales figuras del Modernismo. Donas trabajó bajo los seudónimos andróginos Tour d'Onasky, Tour Donas y M. Donas.

## Biografía

### Primeros años
Nacida el 26 de octubre de 1885, Marthe Gabrielle Donas creció en Amberes como hija de una próspera familia burguesa francófona. Por iniciativa propia, se matriculó en la Real Academia de Bellas Artes de Amberes a los diecisiete años. Sin embargo, su autoritario padre no apoyó su deseo de convertirse en pintora, impidiéndole ir a clases de dibujo y a exposiciones y no permitiéndole estar en contacto con otros estudiantes y artistas de Amberes. Los cuadros de Donas en aquella época se limitaban a bodegones y retratos de su círculo familiar y de amigos. En contra de la voluntad de su padre, volvió a matricularse en el Instituto Superior de Bellas Artes en 1912 siguiendo el curso para señoritas con Frans Van Kuyck.

### Comienzo de su carrera artística en Dublín
Tras el estallido de la Primera Guerra Mundial y la invasión alemana de Bélgica, el 4 de agosto de 1914, la familia Donas huyó a Goes (Países Bajos). Poco después, Donas se liberó de la presión familiar y se trasladó con una de sus hermanas a Dublín. Allí continuó perfeccionando sus habilidades de dibujo, pintura y grabado y siguió un curso de arte de vidrieras. A finales de 1915, fue contratada en el estudio de arte de vidrieras de Sarah Purser, An Tur Gloine, donde realizó tres grandes vidrieras para iglesias, así como algunas obras más pequeñas. Debido a los acontecimientos políticos que rodearon el Levantamiento de Pascua en Dublín en 1916, una vez más se vio obligada a dejar su lugar de residencia. Mientras su hermana se embarcaba con la familia hacia los Países Bajos, Marthe decidió no volver a su antigua vida y dirigirse a París, en aquel momento el centro artístico de Europa.

### Llegada a París

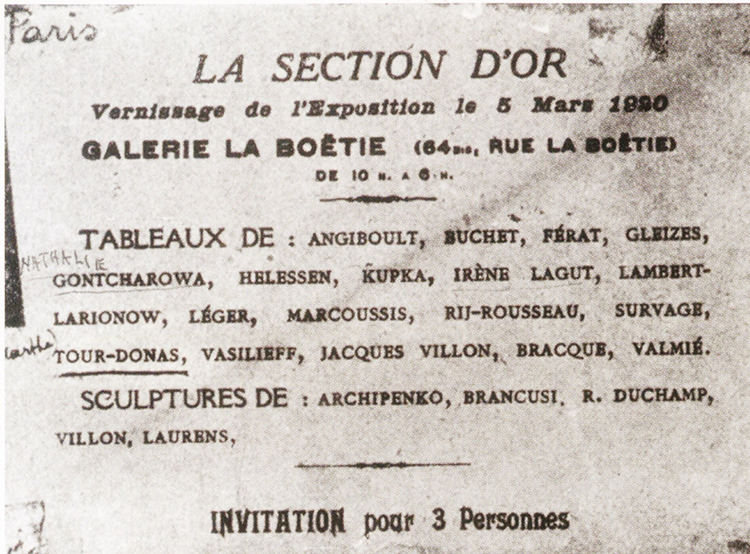
Invitación a la inauguración de la exposición La Section d'Or, Galerie La Boëtie, París el 5 de marzo de 1920

Se instaló en Montparnasse a fines de 1916 y alquiló un estudio en un gran complejo en 9 Rue Campagne Première. Fue en París donde entró en contacto con los últimos movimientos artísticos. Continuó su educación en las Académies de la Grande Chaumière y Ranson. En enero de 1917 descubre la obra de André Lhote y el cubismo, que la marca profundamente. Donas pronto se convirtió en alumna de Lhote y comenzó a adaptar un estilo cubista en sus propias pinturas.

### Con Archipenko en Niza
Debido a su precaria situación económica, Donas aceptó la oferta de una dama aristócrata de acompañarla al sur de Francia a cambio de clases de pintura. En la primavera de 1917 se trasladó a Niza, donde conoció al escultor ucraniano Alexander Archipenko. Desarrollaron no sólo una intensa colaboración en su trabajo artístico, sino también una íntima relación personal. Los cuadros y dibujos de Donas de esa época muestran la habilidad con la que incorporó elementos de la escultura-pintura de Archipenko de forma muy personal. A continuación, trabajó plenamente de forma cubista, desarrollando aún más su notable sentido del color bajo la influencia de Archipenko. Su motivo más recurrente era la figura femenina y las naturalezas muertas. Al incluir formas cóncavas y convexas, alternando elementos redondos, angulares y borrosos, introdujo energía e investigó el movimiento en sus cuadros, que se volvieron cada vez más abstractos. Ya en París había experimentado con las técnicas del collage, pero en Niza incorporó regularmente a su obra materiales como el cemento, la arena, diferentes tipos de telas y encajes, papel de lija y papeles pintados.

### Carrera internacional
Al final de la Primera Guerra Mundial, Donas regresó a París y alquiló un estudio en un complejo de estudios en el número 26 de la Rue de Départ. El estudio había sido ocupado anteriormente por Diego Rivera. También Piet Mondrian alquiló un estudio en el mismo complejo en esa época. Donas se unió al grupo de artistas Section d'Or, que resurgió después de la guerra bajo la dirección de Archipenko. A través de este grupo de conexiones internacionales y con la ayuda de Archipenko, que promocionó intensamente a Donas, consiguió que su obra se publicara en varias de las principales revistas de arte de la época: la holandesa De Stijl y la revista dadaísta Mécano, la alemana Der Sturm, la italiana Noi y la belga Sélection. En estos años, Donas comenzó a publicar su obra bajo los seudónimos "Tour d'Onasky", "M. Donas" y, más tarde, exclusivamente "Tour Donas", que disimulaba su género. El arte cubista y abstracto se consideraba demasiado intelectual y racional para las mujeres. El hecho de que una mujer trabajara con un seudónimo masculino le aseguraba mucho más respeto en el mundo del arte, una mayor posibilidad de promoción y, por tanto, de encargos y ventas. La red que había creado en Niza y París hizo posible una de sus primeras participaciones en una exposición mayor: La Exposición de Arte Francés 1914-19 en Londres, compilada por Léopold Zborowski, en la que estuvo presente con siete de sus cuadros junto a obras de Othon Friesz, Vlaminck, Derain, Matisse, Picasso, Modigliani, Valadon, Kisling, Léger, Lhote, Utrillo y Dufy. Archipenko siguió promocionando la obra de Donas a nivel internacional, lo que le llevó a realizar exposiciones individuales en la Librairie Kundig de Ginebra en diciembre de 1919 y en la famosa galería vanguardista Der Sturm de Herwarth Walden de Berlín en el verano de 1920, que resultarían ser las más importantes de toda su carrera. Probablemente Herwarth Walden compró muchas de sus obras, lo que supuso el reconocimiento de uno de los marchantes más influyentes de la época.
También expuso su obra junto con, entre otros, Gleizes, Férat, Villon, Natalia Goncharova, Léger, Braque, Irène Lagut, Archipenko y R. Duchamp en las exposiciones de la Section d'Or en París, en la Galerie La Boétie, y sucesivamente en diferentes lugares de los Países Bajos, organizadas por Theo van Doesburg, con quien había entablado una estrecha amistad. Donas le visitó a él y a su esposa Lena Milis en Leiden a finales de la primavera de 1920 para supervisar el transporte de las obras de arte y asistir a la inauguración en Róterdam de la exposición de la Section d'Or. Tras su estancia en los Países Bajos, fue a visitar a sus padres a Amberes con el objetivo de mejorar su situación económica pintando retratos de amigos judíos de la familia. A raíz de otros encargos, todos ellos pintados en un estilo muy tradicional y que ella misma consideraba convencional, se fue a Londres a finales del verano de 1920. Intentando entrar en contacto con la escena artística londinense, tal y como le recomendó Van Doesburg, se encontró, entre otros, con los Sitwell, C.R.W. Nevison, Jacob Epstein y Douglas Goldring.
Aunque se sabe poco sobre los detalles, su relación con Archipenko debió haber llegado a su fin en este punto. Su trabajo también se desarrolló más abstracto y en línea con las ideas puristas de Amédeé Ozenfant y Le Corbusier, con quienes entró en contacto a través de la revista L'Esprit Nouveau y de Van Doesburg y De Stijl .
En otoño de 1920, Donas regresa a su estudio en París. En diciembre de 1920 expone por primera vez en su país en la galería Sélection de André de Ridder y Paul-Gustave van Hecke, en Bruselas. De diciembre de 1920 a enero de 1921, su obra formó parte del grupo Section d'Or en una exposición en el Palais électoral de Ginebra. Organizada por los artistas belgas Albert Daenens y los escultores franceses Albert Gerbaud y Marcel Bourraine, la Exposición Internacional de Arte Moderno pretendía abarcar todos los nuevos movimientos artísticos internacionales. Naturalmente, la exposición se consideró un acontecimiento muy importante en los circuitos del arte contemporáneo y resultó ser también un importante evento de creación de redes que dio lugar a una exposición de la Sección d'Or en Roma en 1922.
Walden organizó una vez más una gran exposición colectiva en la galería Sturm en enero de 1921 que incluía veinticuatro pinturas de Donas y el trabajo de Albert Gleizes, Jaques Villon, Louis Marcoussis, Julius Evola, Sonia Delaunay y nuevamente en abril de 1921 con cinco de sus pinturas. y entre otros trabajos de Chagall, Evola, Fischer, Gleizes y Klee . Walden continuó apoyando a Donas presentándola con frecuencia en sus exposiciones y publicaciones hasta al menos septiembre de 1925.
En una de estas exposiciones, la obra de Donas fue seguramente comprada por la artista estadounidense Katherine Dreier. En enero de 1920 había fundado la Societé Anonyme en Nueva York junto con Marcel Duchamp y Man Ray, con el objetivo de familiarizar al público estadounidense con los últimos avances del arte moderno europeo. La Societé Anonyme expuso pinturas y dibujos de Donas junto a obras de Campendonk, Klee, Schwitters, Molzahn y Stuckenberg en Nueva York y, más tarde, en una exposición colectiva itinerante en otros lugares de Estados Unidos. Dreier siguió incluyendo la obra de Donas en numerosas exposiciones colectivas hasta 1940. La colección de la Societé Anonyme, incluida la obra de Donas, fue donada posteriormente por Dreier a la Universidad de Yale y aún se conserva en la Galería de la Universidad de Yale en New Haven.
Mientras tanto, Donas siguió trabajando en París hasta que cayó gravemente enferma en el verano de 1921. La falta de ahorros la obligó a dejar su estudio en París y regresar con sus padres a Amberes. En Amberes, debió de estar en contacto con la escena artística belga en torno a Jozef Peeters, ya que participó de forma destacada con doce de sus últimos cuadros y una carpeta de linograbados en una exposición a gran escala en El Bardo de Sint-Jacobsmarkt, en Amberes, en enero de 1922, organizada por Peeters en el marco del Segundo Congreso de Arte Moderno. Al dar a sus cuadros expuestos el título de Composición con los números romanos I a VII, asoció claramente su obra a la de la variante belga del Constructivismo internacional "plastique pure" (plasticismo puro), distanciándose aún más de los movimientos de París.
En enero de 1922, vuelve a París para casarse con Henri Franke, un estudiante de filosofía de familia belga al que todavía conocía de su infancia. En febrero, vuelve a enfermar y se le diagnostica una hepatitis, lo que hace que la pareja se traslade al barrio parisino de Fontenay-aux-Roses, un lugar popular entre los artistas. Allí continuó dibujando y pintando, y su obra fue presentada en varias exposiciones en París, Düsseldorf y Oslo en 1922/1923. Sus pinturas empezaron a alejarse de la abstracción geométrica para acercarse a un estilo más figurativo. Sin embargo, debido a la débil salud de ella, Donas y Franke se trasladaron definitivamente a Bélgica en julio de 1923. Se instalaron en Ittre, un pequeño pueblo del Brabante Valón donde ya vivía parte de la familia de Franke.
Aunque su obra participó en varias exposiciones en Bruselas, Berlín y París, no fue muy conocida en Bélgica y no gozó de la fama que recibió en sus años en París. Los temas de sus obras se volvieron más tradicionales, pintó principalmente bodegones y paisajes, y se alejó completamente del cubismo y la abstracción. Sin embargo, en abril de 1926, la galería A La Vierge Poupine de Paul van Ostaijen y Geert Van Bruaene organizó la primera gran retrospectiva de la obra de Marthe Donas con setenta de sus cuadros. Gracias a la renovación de sus contactos en la escena artística de vanguardia en Bélgica, Donas decidió volver a instalarse en la ciudad de Bruselas a principios de 1927. Su obra era admirada por muchos artistas belgas, aunque sólo unos pocos conocían su obra cubista a principios de los años veinte, y se la consideraba más bien una artista emergente en Bruselas. Una vez más, su paleta de colores era la que más llamaba la atención y se consideraba muy refinada. Estar de nuevo en este medio artístico urbano y poder participar en varias exposiciones en Bruselas y en París con el grupo de artistas L'Assault, revitalizó su inspiración artística. Con una paleta más suave esta vez, retomó el estilo neocubista y produjo una gran obra en el año 1927.

### Parón de la pintura y segunda carrera
Sin embargo, el renovado contacto con la escena artística francesa y belga y su redescubierta energía artística no duraron mucho. Desanimada, dejó de pintar por completo durante 20 años. En Bélgica no se apreciaba el arte moderno y, además, sufrió algunos contratiempos personales. Sus padres murieron uno tras otro en 1927 y 1929, y las dificultades económicas le complicaron aún más la vida, obligándoles a ella y a su marido a refugiarse de nuevo en Ittre. A los cuarenta y cinco años, Marthe Donas se queda embarazada y da a luz a su hija Francine en enero de 1931. Después de mudarse de nuevo durante algunos años con su marido en busca de ingresos, volvieron a Ittre al estallar la Segunda Guerra Mundial en el año 1939. Donas se ocupa ahora plenamente de la casa de Chateau Bauthier y de la crianza de su hija, que no resulta fácil a su edad. Sin embargo, cuando su hija cumplió dieciséis años y se independizó, volvió a pintar.
Donas y Henri volvieron a Bruselas en 1948. Sus cuadros de esa época expresaban un sentido de la inocencia y el humor, que la propia Donas calificaba de "romántico con un tenor cubista", y fueron apreciados en exposiciones en Bruselas y Amberes. A partir de 1954, sus pinturas se volvieron más abstractas y finalmente totalmente no figurativas a partir de 1958, inspirándose en la pura intuición. En esa época entró en contacto con el galerista holandés Maurits Bilcke, que promocionó ampliamente su obra en la década de 1960.
También desde los Estados Unidos surgió el interés por sus primeros trabajos, especialmente después de que Katherine Dreier donara la colección de la Société Anonyme a la galería de la Universidad de Yale. También en Bélgica creció el interés de los pioneros de la abstracción de principios del siglo XX. La historiadora de arte alemana Herta Wescher incluyó su obra en su libro sobre los collages Debido a la atención que se le prestó, Marthe Donas comenzó a escribir su autobiografía. En los años siguientes, participó en varias exposiciones importantes, entre ellas The First Abstract Artists in Belgium: Homenaje a los pioneros en 1959 en Amberes, Salón de mujeres pintoras y escultoras en el Museo de Arte Moderno de París, un gran resumen únicamente de su obra en dos salas del Palais de Beaux-Arts de Bruselas, ambas en 1960, y una exposición dedicada a la influencia de Herwarth Walden y su galería Der Sturm en la Nationalgallerie de Berlín en 1961 junto a Archipenko, Chagall, Delaunay, Gleizes, Goncharova, Jawlenksy, Kandinsky, Klee, Kokoschka, Léger, Macke, Marc, Schwitters y Severini . Estar incluida con estos artistas, que para entonces habían sido reconocidos como importantes vanguardistas del siglo XX, debió ser especialmente gratificante para Donas..
Aunque su obra fue finalmente reconocida a nivel internacional, su salud fue decayendo y volvió a tener problemas económicos. Se vio obligada a vender la mayor parte de su obra a Maurits y Suzanne Bilcke. Posteriormente, los Bilcke organizaron una gran exposición de Donas en la galería Schleiper de Bruselas en octubre de 1961. Esta exposición fue un gran éxito y recibió mucha atención a nivel internacional por parte de los críticos de arte y de otros artistas. Maurits Bilcke siguió promocionando su obra y se aseguró de incluirla en importantes colecciones. En los años 60, su obra fue adquirida por el Ministerio de Bélgica, el Museo de Bellas Artes de Bruselas, la Sección Francófona del Ministerio de Educación y el Museo Real de Bellas Artes de Amberes. Se alegró de que, al final de su vida, se la reconociera como una de las grandes pioneras de la vanguardia. Marthe Donas falleció el 31 de enero de 1967 en compañía de su marido y su hija en una residencia de ancianos de Audreignies (Bélgica).

## Exposiciones
- 1920: La Section d'Or, Galerie La Boétie, París, 5 de marzo de 1920.[41][42]
- 2016: Donas. De Belgische avant-gardiste, Museum voor Schoone Kunsten, Gent.[43]

## Biografía
- Boon, Kristien (2004). Marthe Donas (en neerlandés). Oostkamp, Belgium: Stichting Kunstboek. ISBN 978-90-5856-126-8. OCLC 57442594.
- Eemans, Marc (1975). Moderne kunst in België (en neerlandés). Hasselt: Heideland-Orbis. ISBN 90-291-5737-2. OCLC 901171295.
- Eemans, Marc (1979). Biografisch woordenboek der Belgische kunstenaars van 1830 tot 1970. (en dutch) 1. Brussel, België: Arto. OCLC 10431083.
- Faxedas, Maria Lluïsa (2013). «¿Contra sí mismas? Mujeres artistas en los orígenes de la abstracción» [Against Themselves? Women Artists in the Origins of Abstract Art]. Brac - Barcelona Research Art Creation 1 (1): 27-61. doi:10.4471/brac.2013.02.
- Herbert, Robert (1984). The Société anonyme and the Dreier bequest at Yale University : a catalogue raisonne. New Haven: Published for the Yale University Art Gallery by Yale University Press. ISBN 978-0-300-03040-2.
- Hildebrandt, Hans (1928). Die Frau als Künstlerin (en alemán). R. Mosse.
- de Jong, Leen (1999). «Marthe Donas».  En van der Stighelen; Westen, eds. Elck zijn waerom: vrouwelijke kunstenaars in België en Nederland, 1500-1950 (en neerlandés). Ludion. ISBN 978-90-5544-271-3.
- Pauwels, Peter J.H. (2015). Marthe Donas – A Woman Artist in the Avant-Garde. Antwerp: Ludion & The Marthe Donas Foundation. ISBN 978-94-91819-41-4.
- Pauwels, Peter (2018). «'Votre lettre m'a bien interessée': Marthe "Tour" Donas and the Belgian Art Scene around 1920».  En Inga Rossi-Schrimpf, ed. 14/18 – Rupture or Continuity: Belgian Art around World War I. Leuven University Press. ISBN 978-94-6270-136-6.
- Piron, Paul-L. (1999). De Belgische beeldende kunstenaars uit de 19de en 20ste eeuw (en neerlandés) 1. Brussels: Art in Belgium. ISBN 90-76676-01-1. OCLC 48876166.
- Tuijn, Marguerite (2015). C'est donc partout la même chose" : Marthe Donas explore le monde de l'art anglais pour Théo van Doesburg (en francés). Ittre: Musée Marthe Donas. ISBN 978-2-9601631-0-0.
- Wescher, Herta (1971). Collage. Robert Erich Wolf. New York: Abrams. ISBN 0-8109-0184-6. OCLC 280428.